# 阿格拉和奧德省
阿格拉和奧德省是英屬印度的一個省份，存在於1902年至1947年之間，其轄區範圍大約包括現在的北方邦以及北阿坎德邦。在1902年設立之前，阿格拉和奧德省轄區分別屬於西北省和奧德土邦。
25°27′N 81°51′E / 25.45°N 81.85°E